# Estadio Municipal Ítalo Composto Scarpatti
El Estadio municipal Ítalo Composto Scarpati se ubica en la ciudad de Villa Alemana, en la Provincia de Marga Marga, Región de Valparaíso. Tiene una capacidad actual estimada en 4000 espectadores, con una asistencia récord en el duelo entre Santiago Wanderers de Valparaíso y San Luis de Quillota por la reinauguración del Estadio el 26 de septiembre de 2012, con unas 4000 espectadores, colapsando las Instalaciones del nuevo recinto. 
En este estadio se disputaban los partidos que  Iván Mayo, club que actualmente milita en la Asociación de Fútbol Amateur de Villa Alemana jugaba como local. 
También se utiliza como estadio del Provincial Marga Marga, desde la temporada 2016 en la Tercera División B. Se ubica en la calle Asunción en el Barrio Norte de la Ciudad de Villa Alemana.

## Remodelación
En 2011 Villa Alemana sale a la noticia por la remodelación del deteriorado Estadio, en el cual La inversión total del proyecto asciende a los $1829 746 000, adjudicado por los equipos técnicos municipales a través del Fondo Nacional de Desarrollo Regional. La magnitud total de las nuevas obras asciende a los 313 metros cuadrados construidos, donde trabajaran unas 60 personas y beneficiarán directamente a todos los habitantes de la comuna. Los trabajos duraron 10 meses.
La iniciativa contempla además la construcción de un palco con asientos numerados, el mejoramiento de las graderías existentes, seis torres de iluminación con generación de energía propia, un marcador electrónico, renovación de los arcos y la optimización de los baños y camarines del recinto.
Además de la Construcción de un Polideportivo, al costado del estadio.